# Jardim Botânico
Jardim Botânico is een residentiële woonwijk in de zuidzone (Zona Sul) van Rio de Janeiro, Brazilië, gelegen tussen Leblon, Lagoa, Gávea en Alto da Boa Vista.  
De wijk is gegroeid rond de bekende Jardim Botânico do Rio de Janeiro en heeft haar naam van dit park.
Er wonen ongeveer 18.000 mensen in deze wijk.